# Карамельне ракетне паливо
Карамельне паливо — ракетне паливо, суміш калієвої (KNO3) або натрієвої (NaNO3) селітри — 65 % за вагою і 35 % цукор або сорбіту (іноді використовують співвідношення 60:40 для кращої текучості суміші). Суміш отримують або шляхом випарювання води із розчину компонентів, або шляхом замішування нітрату у вигляді порошку в розплавлений сорбіт. Теоретичний питомий імпульс карамельного палива на нітраті калія — 153 секунди.
Це просте паливо використовується, головним чином, в любительскому ракетобудуванні. На серйозних змаганнях в Штатах професіонали-ракетолюбителі запускають свої «карамелі» на 1000 м і більше, в цьому випадку двигуни діляться на класи за потужністю.
Карамельне паливо в ракетобудуванні використовується в основному у вигляді паливних шашок різної конфігурації. Міцно скріплені заряди використовуються в основному в малих калібрах двигунів, у великих — рідко через крихкість цього палива.
Названо так через використання в його складі цукру або сорбіту, а також через зовнішній вигляд готового палива.
Краще використовувати замість цукру сорбіт, оскільки на його основі при виготовленні довший час залишається пластичним і безпечніше через те, що сорбіт має меншу температуру плавлення і не розкладається при плавлінні.
Паливо на цукрі відрізняється більшою швидкістю горіння (з каталізаторами до 8 мм/сек) і швидким твердінням.

## Бойове застосування
Карамельне ракетне паливо застосовується в кустарних ракетах «Кассам», що застосовуються для обстрілів території Ізраїлю з території сектору Газа.

## Техніка безпеки
При виготовленні потрібно уважно слідкувати за температурою, обов'язково використання піщаної або соляної бані. Категорично заборонено плавити паливо в мікрохвильовій пічці, або плавлення суміші на відкритому вогні.